# Oak Creek (Wisconsin)
Oak Creek – miasto w Stanach Zjednoczonych, w stanie Wisconsin, w hrabstwie Milwaukee.